# ロケット飛行機の一覧
ロケット飛行機もしくはロケット推進を主たる動力源とする飛行機を以下に示す（有人による初動力飛行の年を表示）。初期の飛行機にはロケットエンジンのものがあったが、ジェットエンジンに置き換えられた。ロケットエンジンには燃料酸化剤の制限があり、大気圏内での飛行には適さない。燃料を消費した後は滑空するしか方法がなく、ロケット推進時の高速特性に合わせた機体での滑空はきわめて危険である。
- 1928年  ドイツ - リピッシュ エンテ - 試作機
- 1929年  ドイツ - オペル RAK1 - 試作機
- 1939年  ナチス・ドイツ - ハインケル He176 - 試作機
- 1940年  ソビエト連邦 - コロリョフ RP-318 - 試作機
- 1940年  ナチス・ドイツ - DFS194 - 試作機
- 1941年  ナチス・ドイツ - メッサーシュミット Me163 - DFS194を改良 迎撃戦闘機として量産
- 1942年  ソビエト連邦 - ベレズニャク・イサエフ BI-1 - 迎撃戦闘機の試作機
- 1944年  日本 - 桜花 11型 - 特攻機として量産
- 1945年  ナチス・ドイツ - バッヘム Ba349 - 迎撃戦闘機
- 1945年  日本 - 十九試局地戦闘機 秋水 - 迎撃戦闘機の試作機
- 1946年  アメリカ合衆国 - ベル X-1 - 超音速飛行実験機
- 1947年  ソビエト連邦 - ミコヤン・グレヴィッチ I-270 - 試作機
- 1951年  アメリカ合衆国 - ダグラス D-558-2 スカイロケット - 超音速飛行実験機
- 1955年  アメリカ合衆国 - ベル X-2 - 超音速飛行実験機
- 1968年  アメリカ合衆国 - ノースロップ HL-10 - リフティングボディ実験機
- 1970年  アメリカ合衆国 - マーチン・マリエッタ X-24 - リフティングボディ実験機
- 1970年  アメリカ合衆国 - ノースロップ M2-F3 - リフティングボディ実験機 滑空飛行の段階で破損したM2-F2を再設計
- 2001年  アメリカ合衆国 - エックスコア イージーロケット - ルータン ロングイージーのレシプロエンジンをロケットエンジンに換装した実証機

## スペースプレーン
スペースプレーンは宇宙空間に到達しうる飛行機である。（最初に宇宙飛行を行った年を表示）
- 1963年  アメリカ合衆国 - ノースアメリカン X-15 - 極超音速飛行実験機 有人で2回カーマン・ラインに到達
- 1981年  アメリカ合衆国 - スペースシャトル - 有人
- 1988年  ソビエト連邦 - ブラン - 無人（有人飛行が予定されていた）
- 2004年  アメリカ合衆国 - スペースシップワン - 有人
- 2010年  アメリカ合衆国 - ボーイング X-37B - 技術実証機 無人